# أذواء
الأذواء أو الذوون والمخاليف القطعة من الأرض ذات الأشجار المثمرة والمزروعات المتنوعة يسميها أهل اليمن القدماء بـ «المحفد», والذي يملك هذا المحفد يسمونه «ذو», وإذا تجمعت هذه المحافد مع بعضها كونت ما يسمونه بـ«المخلاف» ويسمى المخلاف باسم مالكه، فمثلاً يقال: مخلاف سليمان، فسليمان هو الرجل الإقطاعي الكبير صاحب المخلاف، وقد يبقى اسمه عالقا بالمخلاف حتى بعد زوال ملكه، ووجدنا في بعض المراجع العربية ان مصطلح « المخلاف » يطلق على مالك المخلاف تعظيما له ورفعة لمقامه السامي في بلده، يقال مثلاً: « حاكم البلد هو المخلاف سليمان». اما الذي يمتلك الكثير من المخاليف فيسمونه بـ«القيل» ومكانته الاجتماعية والاقتصادية عالية جداً وهو يضاهي مرتبة « الملك » في المنزلة، وجاء في معجمات اللغة العربية: والمحفَد: مكان الزرع والنبات، أو مكان علف الإبل، والمحفَد: مكيال يكال به.
المخلاف وجمعه المخاليف، هي لأهل اليمن كالاجناد لأهل الشام، والكور لأهل العراق، والرساتيق لأهل الجبال، والطساسيج لأهل الأهواز وجاء في اللغة من معاني المخلاف: السلطان، يقال: مخلاف البلد، أي سلطان البلد.
وجاء في معجمات اللغة العربية: الذوون: جمع ذو، وهي أسماء وألقاب ملوك اليمن من قبيلة قضاعة، مثل ذو يزن وذو رعين وذو فائش وذو جدن وذو نواس وذو اصبح وذو الكلاع، وذو: اسم ناقص وتفسيره صاحب ذلك، كقولك: هو ذو مال أي صاحب مال، وتقول: هو ذو صنعاء أي صاحب مدينة صنعاء. وهذه المسميات الذوون أو الاذواء هي القاب تعظيم ظهرت في الفترات المتأخرة من تاريخ اليمن القديم وكانت تطلق على شيوخ القبائل الكبيرة الذين تمكنوا من حكم المدن اليمنية وبسطوا نفوذهم على أكثر الأراضي الزراعية والموانئ البحرية. وكلمة «ذو» ما زالت مستعملة حتى هذا اليوم بمعانيها القديمة نفسها عند بعض قبائل جزيرة العرب.